# Stephan Dohrn
Stephan Dohrn (geborener Blode, * 25. November 1987 in Berlin) ist ein deutscher Basketballtrainer. Er steht als Cheftrainer beim Zweitligisten EPG Guardians Koblenz unter Vertrag.

## Laufbahn
Dohrn kommt aus Berlin-Reinickendorf. Er studierte Sportwissenschaft und arbeitete nach dem Studium zeitweise als Lehrer. Als Trainer war er zunächst im Jugendbereich des VfB Hermsdorf tätig, ab 2014 betreute er die Frauen des VfB Hermsdorf, führte diese 2015 zum Aufstieg in die Oberliga. Zusätzlich war er in der Saison 2014/15 ebenfalls Trainer beim SV Pfefferwerk. Mit den VfB-Frauen gelang ihm 2016 der nächste Aufstieg (in die 2. Regionalliga). Die weibliche U19 des VfB führte er 2017 zum Gewinn der Berliner Meisterschaft. 2017 verließ er den VfB Hermsdorf und wurde beim TuS Lichterfelde Co-Trainer der Zweitliga-Frauen sowie Cheftrainer von Lichterfelde II in der 2. Regionalliga. Er war als Verbandstrainer beim Berliner Basketball-Verband für männliche Auswahlmannschaften verantwortlich sowie bis 2019 des Weiteren Mädchenreferent.
Im Sommer 2019 wechselte er als hauptamtlicher Jugendtrainer und Assistenztrainer der ProB-Mannschaft zum SC Rist Wedel. Er betreute von 2019 bis 2021 Wedels U16-Mannschaft in der Jugend-Basketball-Bundesliga (JBBL), in der Saison 2020/21 zusätzlich Rist Wedels Frauen in der 1. Regionalliga. In der Wedeler Jugend gehörte auch der spätere Bundesligaspieler Noé Bom zu seinen Spielern. Ab 2021 war Dohrn als Cheftrainer der 1. Herrenmannschaft als Nachfolger von Benka Barloschky in Wedel tätig und erreichte mit der Mannschaft nach einem vierten Platz in der Hauptrunde das Viertelfinale, wo man gegen die Dresden Titans ausschied. Im folgenden Jahr beendete die Mannschaft aus Wedel die Hauptrunde auf dem elften Platz.
Zur Saison 2023/24 trat er bei den Dragons Rhöndorf in der ProB das Amt des Cheftrainers an. In seinem ersten Jahr in Rhöndorf belegte die Mannschaft unter seiner Führung in der Hauptrunde der ProB-Südstaffel den ersten Platz. Anschließend stieß er mit Rhöndorf in die ProB-Endspiele vor und gewann durch zwei Siege (97:95, 83:68) gegen die RheinStars Köln die Meisterschaft. Allerdings zogen die Rhöndorfer ihren vorher eingereichten Lizenzantrag für die 2. Bundesliga ProA zurück. Ende Januar 2025 musste Dohrn seinen Posten in Rhöndorf räumen. Die Mannschaft belegte zum Zeitpunkt der Trennung mit acht Siegen sowie acht Niederlagen den neunten Tabellenplatz und hatte laut der sportlichen Leitung des Vereins in den vorangegangenen Wochen ihr Potenzial nicht erreicht. Zwei Wochen vor der Trennung hatte Dohrn seinen Abschied aus Rhöndorf im Sommer 2025 angekündigt.
Im Mai 2025 wurde Dohrn als neuer Cheftrainer des Zweitligisten EPG Guardians Koblenz vorgestellt.

## Erfolge

### Als Trainer
- Meister der ProB: 2024 (mit den Dragons Rhöndorf)

## Auszeichnungen
- Eurobasket.com „Trainer des Jahres“ der ProB: 2024[20]